# قد التحدي (ألبوم)
قد التحدي هو الألبوم الثالث للفنانة ساندي صدر عام 2010 من إنتاج ميلودي ميوزيك.

## قائمة الأغاني
| الرقم | اسم الاغنية      | الشاعر     | الملحن       | الموزع       |
| ----- | ---------------- | ---------- | ------------ | ------------ |
| 1     | قد التحدي        | أمير طعيمة | أحمد إبراهيم | أحمد إبراهيم |
| 2     | الحلم            | محمد رفاعي | محمد رفاعي   | أحمد إبراهيم |
| 3     | حصل خير          | محمد عاطف  | تامر علي     | أحمد إبراهيم |
| 4     | الحلم ريمكس      | محمد رفاعي | محمد رفاعي   | أحمد إبراهيم |
| 5     | قد التحدي موسيقي | أمير طعيمة | أحمد إبراهيم | أحمد إبراهيم |